# Les Trois Voleurs
Pour plus de détails, voir Fiche technique et Distribution.
Les Trois Voleurs (I tre ladri) est une comédie franco-italienne réalisée par Lionello De Felice et sortie en 1954.
Le scénario est inspiré du roman  I tre ladri de Umberto Notari (it).

## Synopsis
1911. Tapioca est un pauvre voleur de poules qui se fait attraper la plupart du temps. Pour échapper à un commerçant auquel il a volé un salami, il se réfugie en catastrophe dans une riche maison déserte.
Après s’être rassasié de ce qu’il a trouvé à manger dans la cuisine, il rencontre Gastone Cascarilla, à qui il avait jadis appris à voler et qui est devenu entretemps un voleur distingué : impeccable en frac, chapeau haut de forme et redingote, il veut extorquer de l’argent à la femme d’Ornano, un riche entrepreneur, propriétaire de la maison. C’est qu’il a mis la main sur les lettres qu’elle a envoyées à l’un de ses nombreux amants et qu’il a obtenu d’elle la combinaison du coffre-fort. Il réussit à voler 10 millions et à s’enfuir sans qu’on le dérange. Tapioca, pour sa part, reste un moment dans la maison et est découvert alors qu’il s’échappe. Ornano le fait arrêter parce qu’il croit que c’est lui qui a dérobé le contenu du coffre-fort et qu’il veut à tout prix récupérer l’argent volé car autrement il ferait faillite. C’est en effet cet argent qui lui permettait de soutenir tout l’empire financier qui était le sien et avec lequel il faisait une série d’opérations à la limite de la légalité. Pour convaincre Tapioca d’avouer où est cet argent, il décide de le combler de cadeaux. La vie de Tapioca en prison devient donc très luxueuse, sa cellule est équipée de tout le confort, avec des gardiens qui se transforment en domestiques et serveurs. Il suffit de peu de temps pour qu’il devienne quelqu’un de très populaire même à l’étranger, la presse et les fans se l’arrachent et on donne son nom à des cocktails et à des danses. Au procès, personne n’a le courage de témoigner contre lui. L’accusé plaide alors coupable du délit qu’il n’a pas commis.
Mais c’est à ce moment précis qu’intervient Gastone dans la salle d’audience et qu’il révèle que c’est lui l’auteur du vol, et le voilà qui distribue l’argent à toutes les personnes présentes au point de provoquer une émeute qui lui permet d’échapper aux gardes du tribunal sans difficulté. Même Tapioca, presque dégouté par la violence de la foule qui a commencé à ramasser les billets, réussit à s’échapper de la salle d’audience, refusant même le paquet de billets de mille que lui avait offert l’inventeur au regard ahuri qui l’avait aidé.

## Censure
La censure a fait disparaitre deux scènes :
Celle où Simone Simon apparait allongée sur le lit en sous-vêtement et en train d'agiter les jambes ; c’est une offense à la pudeur, à la morale et à la décence publique.
Celle qui se passe dans la salle du tribunal et où l'on voit les juges et les gendarmes en train de ramasser les billets de banque qui y ont été jetés ; c’est une offense au prestige et la dignité de l’autorité publique.

## Fiche technique
- Titre français : Les Trois Voleurs[3]
- Titre originale italien : I tre ladri
- Réalisation :	Lionello De Felice
- Sujet : Umberto Notari
- Scénario : Lionello De Felice, Filippo Sanjust, Félicien Marceau
- Producteur : Rizzoli Film
- Distribution en italien : Dear Film
- Photographie : Romolo Garroni
- Montage :Mario Serandrei
- Musique : Roman Vlad
- Décors : Virgilio Marchi
- Costumes : Georges Annenkov, Madeleine Rabusson
- Genre : comique
- Durée : 100 min
- Données techniques : noir et blanc
- Pays :  Italie -  France
- Dates de sortie : 
  - Italie : 27 septembre 1954 (Turin) ; 5 octobre 1954 (Rome) ; 6 octobre 1954 (Milan)
  - France : 25 mai 1956[3]

## Distribution
- Totò : Tapioca
- Jean-Claude Pascal : Gastone Cascarilla
- Simone Simon : Doris Ornano
- Gino Bramieri : Edmondo Ornano
- Giovanna Ralli : Marietta Rossi
- Memmo Carotenuto : Battista
- Mario Castellani : l'avocat d'Ornano
- Lauro Gazzolo : le procureur
- Camillo Pilotto : le juge président
- Pina Renzi : Aida
- Virgilio Riento : commissaire Zanini
- Carlo Sposito : Michele
- Laura Gore : l'ami de Doris
- Achille Majeroni : le vieux financier
- Turi Pandolfini : Leonardo da Vinci - l'inventeur
- Nico Pepe : le grand Financier
- Bice Valori : amie de Doris
- Renato Navarrini
- Claudio Ermelli : défenseur de Tapioca
- Loris Gizzi : homme sollicitant des fonds à Tapioca